# Salma Ya Salama
Salma Yā Salāma (араб. سالمة يا سلامة‎) — египетская песня.

## История
Написана в 1919 году египетским композитором Сайедом Дарвишем на стихи египетского поэта Бади Хари для пьесы Qulu lu. Песня стала одной из тех, что изменили Великобританию во время её колониального господства над Египтом и способствовала развитию зачатков новой национальной музыки, поскольку стихи были посвящены простому народу, а не элите. Другое название песни аль-Умал ва аль-Султа — «Рабочие и британская власть». В ней поётся о человеческой ностальгии по родине, тоске по дому, о наслаждении жизнью и в богатстве и в бедности, о выдающихся качествах человека на войне и в мирное время.
В 1979 году композитор Халим Эль-Дабх написал музыкальное произведение по заказу группы из Анн-Арбора до их путешествия по Египту. В основу была положена сельская народная песня в которой герои, возвращаясь домой, воспевали свои нежные чувства к ждущим их любимым женщинам, которых они были вынуждены покинуть для того, чтобы произвести строительные работы для других людей. Слово «Salma» обращено с приветствием к родному дому в который благополучно возвращаются путники, а «Salama» означает призыв к миру и процветания в нём. Весь смысл песни сводится к следующему: «Мы ушли и мы вернёмся обратно. Мы возвратимся в добром здравии и к любимым женщинам, которые встретят нас в саду.»

## Исполнители

### Далида
Французская певица Далида в марте 1977 года представила свою версию песни, исполнив её на египетском диалекте арабского языка и французском языке, где говорилось о человеке, скитающемся по пустыне и видящем мираж райского сада. В июле 1976 года был записан одноимённый альбом Salma ya salama с титульной и другими песнями. Песня стала одним из первых хитов этнической музыки, записанной на пяти языках (египетском диалекте арабского языка, французском, немецком, итальянском и испанском). Песня пользовалась оглушительным успехом за пределами арабского мира.
Виниловые синглы были выпущены Sonopresse в двух записях — французской (IS 45730), содержащей кроме того Ti amo Умберто Тоцци, и египетской (IS 45731) содержащей инструментальную версию. 
После того в 1978 году Далида подписала договор с Carrere Records, была выпущена третья запись (CA 49354).
Ремиксы
В 1995 году лейбл Orlando выпустил две ремиксовые версии песни — одна была включена в альбом Comme si j'étais là... на египетском диалекте арабского языка и французском языке. Год спустя ремикс песни вошёл в альбом L'an 2005 и был записан отдельным синглом, став в мае 1997 года серебряным войдя в Top 20 chart. По этому случаю был снят видеоклип.

### Другие
На протяжении XX века песня неоднократно исполнялась и переделывалась многими певцами. Её исполняли такие артисты как Варвара, Хайфа Вахби, Иштар, Шантал Шаманди, Жан-Мишель Жарр, Зийнет Сали, Крум совместно с Мирославом Костадиновым, дуэт «Twins» (на Новая волна 2011), Маленькие певцы деревянного креста. Кроме того существуют ремейки, исполненные Атиллой Ташем (как Sallana Sallana, вошедшая в 1998 году в его первый альбом Kırmızılım) и Филиппом Киркоровым («Салма»).
В 1996 году песня использовалась в качестве саундтрека в фильме «Вечерний прикид» Габриэля Агиона.
В Египте припев «Salma ya salama, Ruhna we gayna bil-salama» стал неотъемлемой частью местной культуры повседневности (например её поют египетские школьники, возвращающиеся домой после школьной экскурсии).
Исполнялась встречающей стороной во время исторического визита Анвара Садата в Иерусалим в ноябре 1977 года, положившего конец войне между Египтом и Израилем.